# زاویه شیب طبیعی

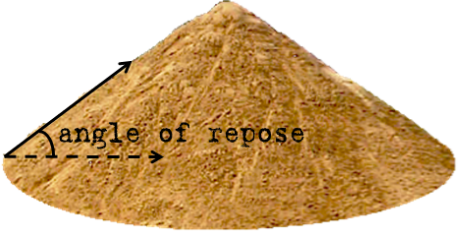
زاویهٔ بحرانی سکون

زاویهٔ شیب طبیعی یا زاویهٔ اصطکاک یا زاویهٔ بحرانی سکون (به انگلیسی: angle of repose or critical angle of repose) بالاترین زاویه نسبت به سطح افقی است که تپه‌ای متشکل از مواد دانه‌ای (مانند خاک، شن یا گندم) را می‌توان پیش از نشست (افتادن، ریزش یا لغزش) بر روی هم انباشته کرد. در این زاویهٔ ویژه، دانه‌هایی که در سطح شیب هستند در آستانهٔ فروریزی قرار دارند. زاویهٔ شیب طبیعی می‌تواند از صفر تا ۹۰ درجه متغیر باشد. شنی که دانه‌های صاف و کروی شکل دارد را، نمی‌توان به بلندی شنی که دانه‌هایش صیقلی و گرد نیست بر روی هم انباشت زیرا دانه‌های آن بیشتر و بهتر به هم پیوسته‌اند، اگر مقدار کمی آب بتواند شکاف بین ذرات تشکیل دهنده را پر کند جاذبهٔ الکترواستاتیک آب بر سطح دانه‌ها و ذره‌های مواد معدنی مقاومت و به هم پیوستگی خاک را افزایش خواهد داد.